# Konstantínos Koulierákis
Konstantínos Koulierákis (en grec moderne : Κωνσταντίνος Κουλιεράκης), né le 28 novembre 2003 à La Canée en Grèce, est un footballeur international grec qui joue au poste de défenseur central au VfL Wolfsburg.

## Biographie

### En club
Né à La Canée en Grèce, Konstantínos Koulierákis est formé par le PAOK Salonique. Avec les équipes de jeunes il est notamment sacré champion de Grèce des catégories U17 et U19. Il se fait notamment remarquer par sa vitesse et son pied gauche, avant d'être intégré à l'équipe première en 2022.
Koulierákis inscrit son premier but en professionnel le 30 janvier 2023, lors d'une rencontre de championnat contre le APO Levadiakos. Titulaire, il participe à la victoire de son équipe par trois buts à deux.

### En sélection
De 2019 à 2020, il représente l'équipe de Grèce des moins de 17 ans, pour un total de cinq apparitions, tous en tant que titulaire.
En septembre 2022, Konstantínos Koulierákis est appelé pour la première fois avec l'équipe nationale de Grèce par le sélectionneur Gustavo Poyet, pour les matchs de Ligue des nations de septembre. Il honore sa première sélection lors du rassemblement suivant, le 17 novembre 2022 face à Malte. Il entre en jeu lors de cette rencontre où les deux équipes se neutralisent (2-2).